# Centro de Arte Faro de Cabo Mayor
El Centro de Arte Faro de Cabo Mayor en Santander, Cantabria (España) es un museo y centro de arte que alberga la colección Sanz-Villar y exposiciones temporales.

## Museo y exposiciones
El Centro de Arte Faro Cabo Mayor está ubicado en el faro de Cabo Mayor de Santander, el cual desde octubre de 2005 dejó de estar habitado por Técnicos de Señales Marítimas. 
Este centro de arte nace de una iniciativa cultural promovida por la Autoridad Portuaria de Santander y esta destinada a dotar a la capital de Cantabria de un museo comprometido con la difusión, interpretación y preservación de las creaciones inspiradas en el mar, como lo describen en la Fundación Creativa de Santander.
Cuenta con cuenta con tres salas de exposiciones distribuidas entre la base de la torre del faro y sus edificios anexos, y expone obras de artistas internacionales relacionados principalmente con los faros y el mar.
En el espacio de la antigua casa de los fareros se encuentra la Sala Cabo Mayor que alberga la colección de obras de arte del pintor, grabador e ilustrador cántabro Eduardo Sanz (Santander, 1928), cedido por su familia. En la sala adjunta, la Sala Cabo Menor, se muestra un centenar de piezas producidas por artistas españoles y adquiridos por el propio Sanz.
La sala Anular situado en la base del faro muestran objetos y curiosidades relacionadas con el mar y los faros, muestra creada por la familia Sanz–Villar.
Desde 2018 organizan los concursos Miniprints y las exposiciones del El mar y los faros con la participación de artistas internacionales.
El Centro cuenta en su colección con obras de artistas internacionales, parte cedidos por la familia Sanz-Villar y por los artistas participantes en los concursos.Destacan los artistas Isabel Villar, Luis Fernando, Alfredo Alcain, Aguirre, Eduardo Arroyo, André Cottavoz, Juan Ballesta, Fernando Bellver, Miguel Bolado, José Caballero, Joaquín Capa, Tom Car, Collantes, Hernán Cortés Moreno, Dis Berlín, Carlos García Alix, Daniel Garbade, Ángel de la Hoz, Sara Huete, Juan Ignacio Macua de Aguirre, Javier Mariscal, Máximo, Enrique Ortiz, Carmen Pagés, Ángel Pascual, Joaquín Peinado, Guillermo Pérez-Villalta, Pablo Quert, El Roto, Antonio Rojas, Juan Romero, Luis Sáez, M. Sampol.

## Galería

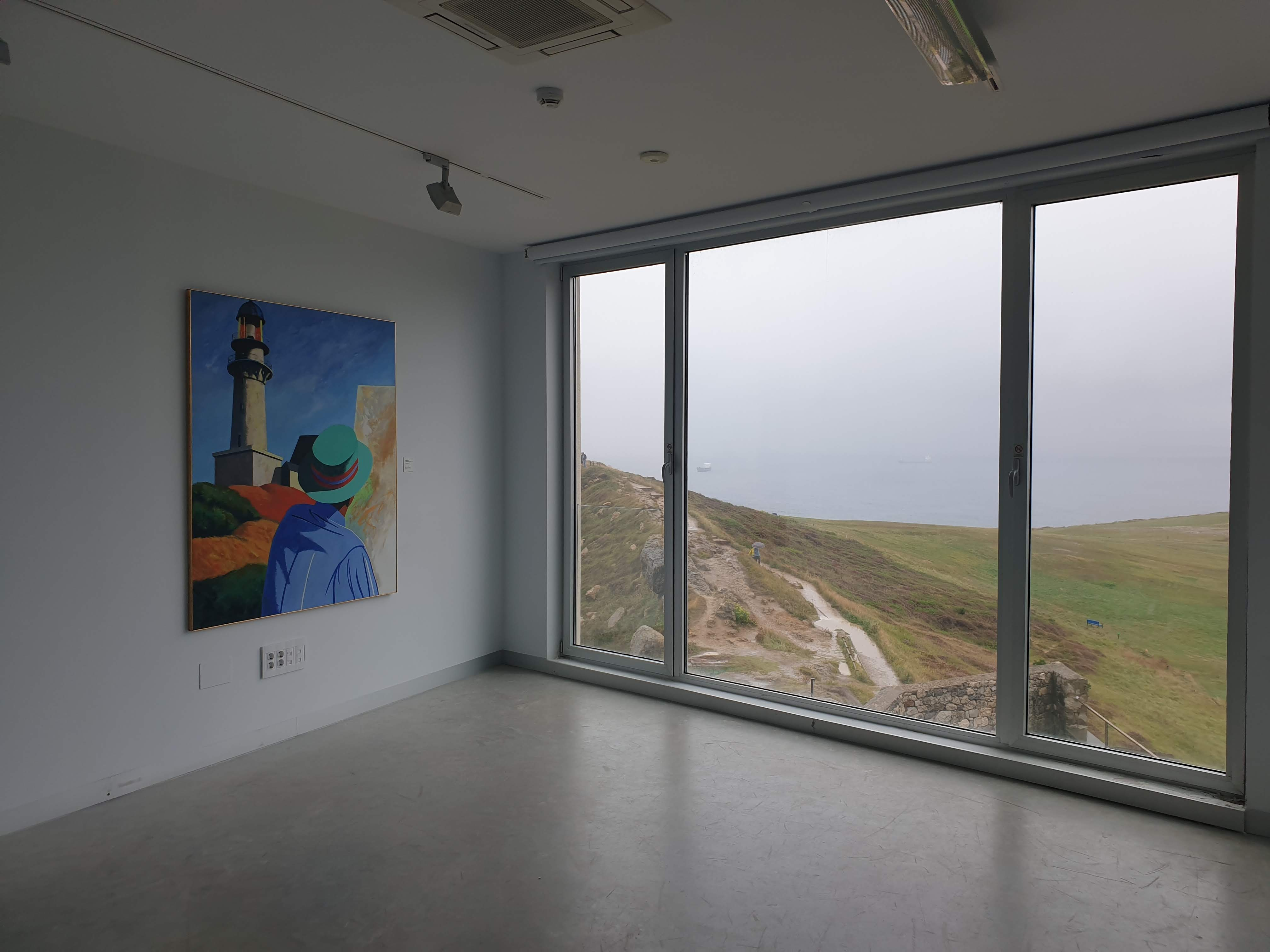
Sala de exposiciones
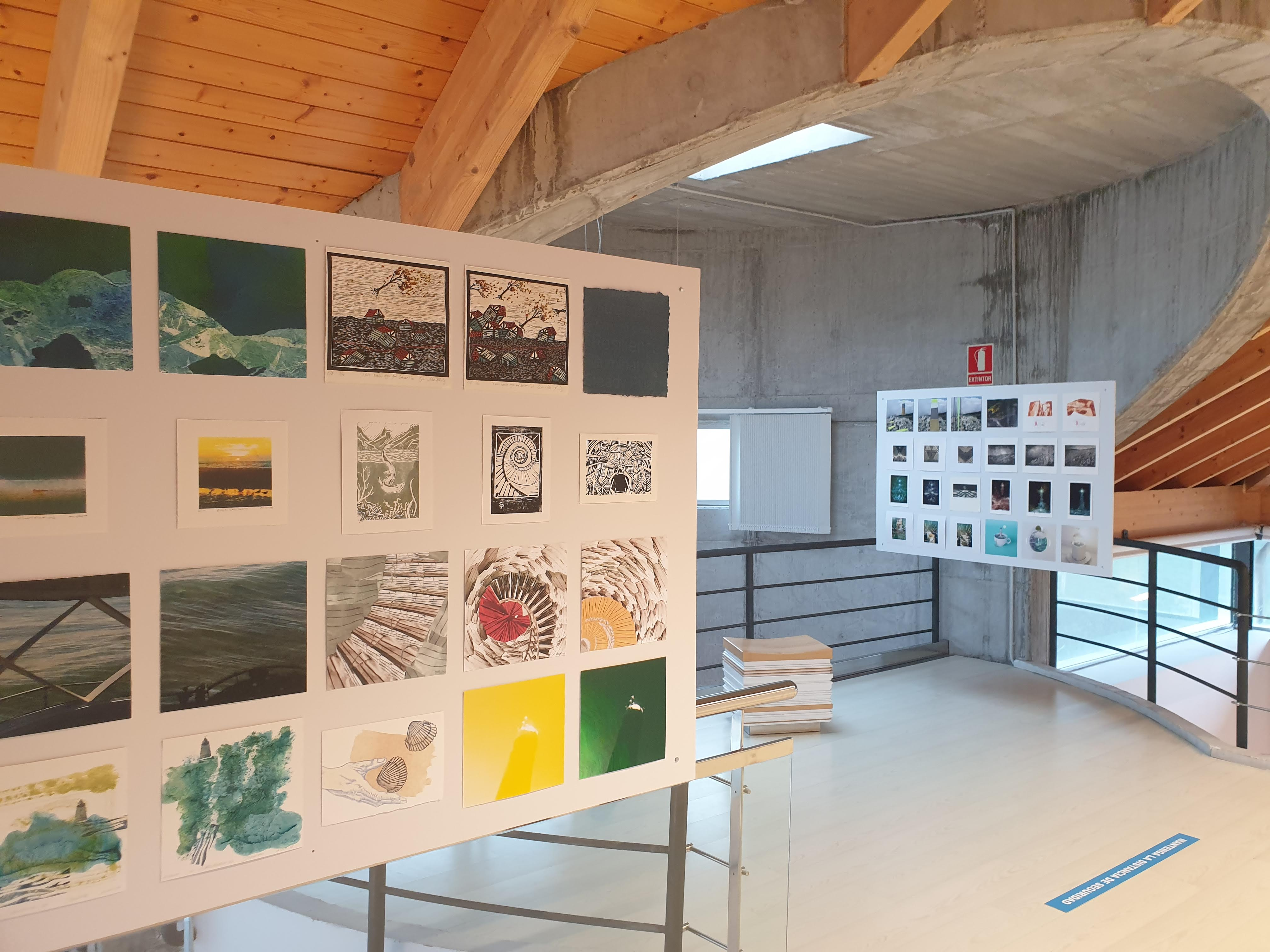
Exposición anual
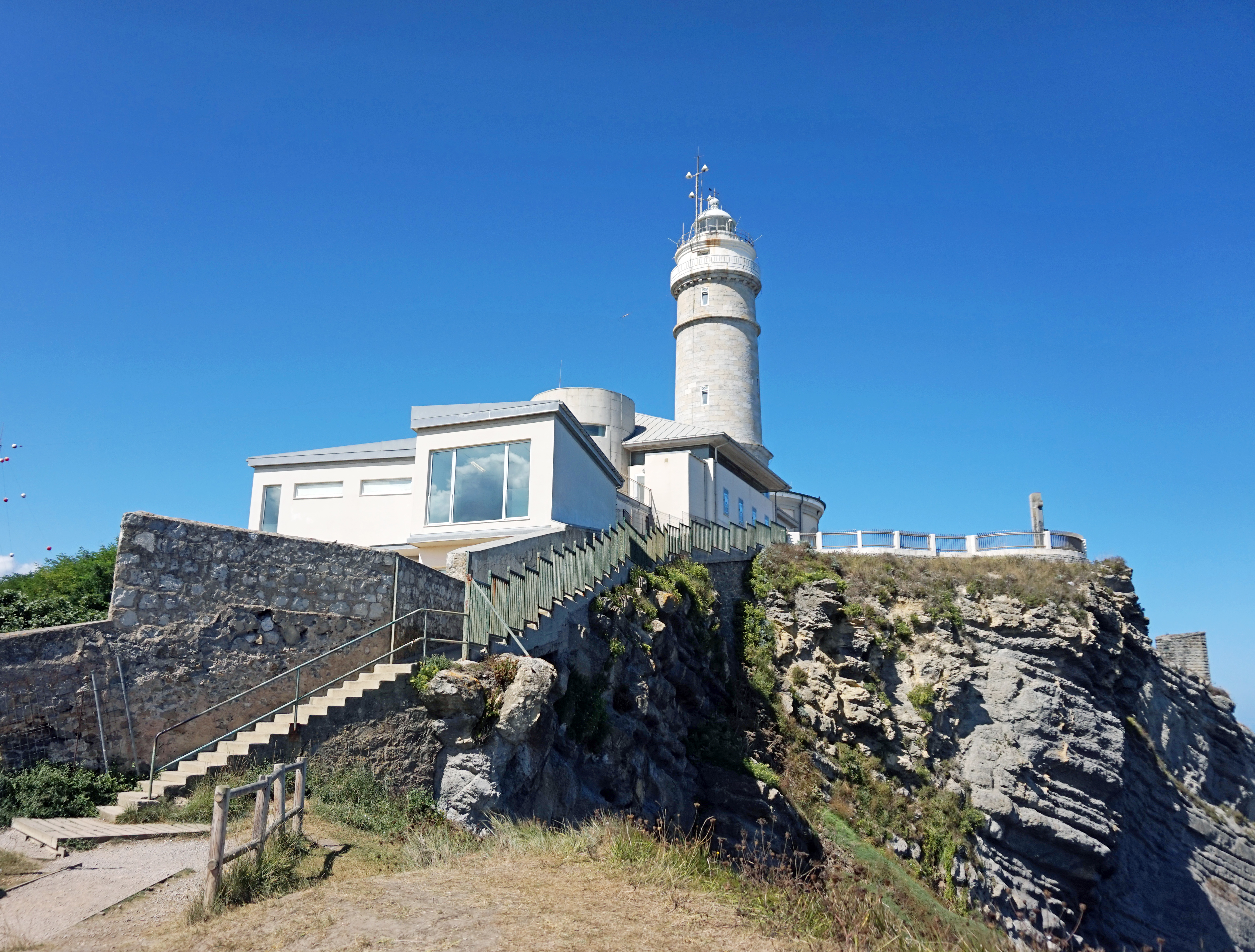
Centro de Arte y Faro Cabo Mayor